# Hội nghị Quốc dân Libya
Hội nghị Quốc dân (tiếng Ả Rập: المؤتمر الوطني العام, al-Mu'tamar al-Waṭanī al-'āmm) là cơ quan lập pháp (Quốc hội) của Libya. Cơ quan này đã được bầu theo hình thức phổ thông đầu phiếu vào ngày 7 tháng 7 năm 2012, và từ 8 tháng 8 thay thế Hội đồng chuyển tiếp quốc gia, cơ quan lãnh đạo quốc gia này kể từ khi kết thúc cuộc nội chiến Libya.

## Hình thành
Hội nghị Quốc dân gồm 200 nghị sĩ được thành lập sau cuộc bầu cử tự do đầu tiên của Libya tổ chức đầu tháng 7 năm 2012. Liên minh tự do dưới sự lãnh đạo của cựu thủ tướng Mahmoud Jibril về nhất trong cuộc bầu cử và giành được 39 ghế trong tổng số 80 vị trí phân bổ cho các đảng phái. 120/200 ghế được trao cho những ứng viên độc lập.
Hội nghị Quốc dân có nhiệm vụ chỉ định một chính phủ lâm thời và soạn thảo hiến pháp mới. Chính phủ sẽ hoạt động đến khi cuộc bầu cử mới diễn ra. Một chủ tịch và hai phó chủ tịch Hội nghị dự kiến được bầu trong vài ngày kể từ ngày trở thành cơ quan lập pháp chính thức.
Trong một buổi lễ ngày 8 tháng 8 năm 2012, Hội đồng chuyển tiếp quốc gia chính thức chuyển giao quyền lực cho Hội nghị Quốc dân. Mustafa Abdul Jalil từ chức khỏi vị trí nguyên thủ quốc gia, chuyển giao cho nghị sĩ nhiều tuổi nhất của Hội nghị Quốc dân, Mohammed Ali Salim. Hội đồng chuyển tiếp quốc gia sau đó đã được giải thể, trong khi các thành viên Hội nghị Quốc dân đã tuyên thệ nhậm chức, dẫn đầu bởi Salim. Hàng trăm người tụ tập tại quảng trường Liệt sĩ ở thủ đô Tripoli và thắp nến, một hành động biểu thị sự hòa giải. Ngày chuyển giao quyền lực, ngày 20 Ramadan của lịch Hồi giáo - đã cũng được lựa chọn cho các lý do biểu tượng; để kỷ niệm ngày 20 Ramadan năm trước (rơi vào ngày 20 tháng 8), khi mà Quân đội Giải phóng Quốc gia tấn công Tripoli, dẫn đến sự bỏ chạy của Gaddafi. Khi Jalil phát biểu trước đám đông, những người tham dự hô vang "Allāhu Akbar" hoặc "máu của các vị tử đạo sẽ không bị lãng phí!".
Theo BBC News, việc chuyển giao này là lần "chuyển giao quyền lực hòa bình đầu tiên trong lịch sử hiện đại của Libya".